# Jeff Reed
Jeffrey Scott Reed (nascido em 12 de novembro de 1962 em Joliet (Illinois), Illinois) é um ex-jogador profissional de beisebol da  Major League Baseball que atuou como catcher e jogou pelas equipes do Minnesota Twins (1984–1986), Montreal Expos (1987–1988), Cincinnati Reds (1988–1992), San Francisco Giants (1993–1995), Colorado Rockies (1996–1998) e Chicago Cubs (1999–2000). Rebatia como canhoto e arremessava como destro. Em 16 de setembro de 1988, Reed, entrou em jogo como reserva do contundido Bo Díaz e pegou o jogo perfeito de Tom Browning na vitória do Cincinnati Reds por 1 a 0 sobre o Los Angeles Dodgers no Riverfront Stadium. Em sua biografia, Browning credita Reed como parte integral de sua performance: "Ele fez um trabalho fenomenal, especialmente considerando o que estava em jogo nas últimas entradas."
Atualmente ele é treinador assistente do Elizabethton Twins.

## Carreira
Jeff Reed foi campeão da World Series 1990 jogando pelo Cincinnati Reds. Na série de partidas decisiva, sua equipe venceu o Oakland Athletics por 4 jogos a 0.